# スパークル・イン・ザ・レイン
『スパークル・イン・ザ・レイン』(Sparkle in the Rain)は、イギリスのロックバンド、シンプル・マインズの6枚目のアルバム。1984年2月6日にリリース。

## 制作、評価
プロデューサーはU2やXTC、ピーター・ガブリエルらの作品に参加したスティーヴ・リリーホワイトが務めた。1983年の9月から10月までウェールズのモノー・ヴァレー・スタジオとロンドンのタウンハウス・スタジオにてレコーディング。アルバムは翌年2月にリリースされ、バンド初の全英1位を獲得し、最終的にはダブルプラチナを授与された。他にもヨーロッパ諸国やカナダ、オーストラリアなど世界各国でトップ20をマークするなど前作以上の多大な成功を収め、シンプル・マインズのスタジアム・バンドとしての地位を確立した作品である。

## 音楽性
音楽的には、抑制の効いた内省的なサウンドを展開した前作『黄金伝説』から一転して、アグレッシブで壮大なサウンドを聴かせた。これは前作リリース後の1983年夏に行われたヨーロッパツアーで、大観衆の前でパフォーマンスを行ったことが大きいと見られている。また前作でゲストミュージシャンとしてドラマーを担当したメル・ゲイナーが本作からフルタイムのドラマーとして参加し、前作以上に力強いドラミングを披露している。

## リイシュー
2015年3月にスーパー・デラックス・エディションとして、CD4枚組にDVDを付属したボックス・セットがリリースされた。ディスク2にB面曲やリミックス曲、ディスク3とディスク4にライブやラジオ・セッション収録の楽曲を収録した。DVDにはアルバム本編の5.1サラウンドヴァージョンを収録。他にもBlu-ray Audio版やCD2枚組版、CD1枚の通常版、アナログ版など計5ヴァージョンでリリース。

## 収録曲
特筆ない限りシンプル・マインズの作曲。

### A面
1. "Up on the Catwalk" - 4:45
2. "Book of Brilliant Things" - 4:21
3. "Speed Your Love to Me" - 4:24
4. "Waterfront" - 4:49
5. "East at Easter" - 3:32

### B面
1. "Street Hassle" (Lou Reed) - 5:14
2. "White Hot Day" - 4:32
3. "'C' Moon Cry Like a Baby" - 4:19
4. "The Kick Inside of Me" - 4:48
5. "Shake Off the Ghosts" - 3:57

## 参加ミュージシャン
- ジム・カー - ボーカル
- チャーリー・バーチル - ギター
- デレク・フォーブス - ベースギター、ボーカル
- マイケル・マクニール - キーボード、ボーカル
- メル・ゲイナー - ドラムス、ボーカル

### その他ミュージシャン
- カースティ・マッコール - ボーカル (#3, #6)